# Perisphinctoidea
De Perisphinctoidea, voorheen Perisphinctaceae, zijn een superfamilie van uitgestorven ammonieten uit het Midden-Jura (Bajocien) tot het Vroeg-Krijt (Barremien), gewoonlijk met evolute schelpen met sterke ribbels die zich typisch over de middenflank splitsen voordat ze het abdomen kruisen.

## Classificatie
Ongeveer zestien families zijn erkend in de Perisphinctoidea. De volgende opsomming is gebaseerd op Donovan et alii 1981, gewijzigd naar de Treatise on Invertebrate Paleontology, Part L (1957)
- Perisphinctidae: Midden- en Boven-Jura-wortelstam, afgeleid van de Stephanoceratidae

(Midden-Jura directe afgeleiden van de Perisphinctidae)
- Morphiceratidae
- Tulitidae
- Reineckeiidae
- Pachyceratidae
- Aspidoceratidae

(vroege Laat-Jura (Oxfordien) derivaten van Perisphinctidae)
- Aulacostephanidae
- Ataxioceratidae

(midden Laat-Jura (Kimmeridgien) derivaten van de Ataxioceratidae)
- Dorsoplanitidae
- Virgatitidae

(laat Laat-Jura (Tithonien) derivaten van Perisphinctidae)
- Simoceratidae
- Himalayitidae
- Olcostephanidae
- Holcodiscidae (indirect, van Olcostaphanidae) (nu geplaatst in de onderfamilie Desmoceratoidea)

(Vroeg-Krijt Perisphinctoidea (Berriasien - Hauterivien)
- Berriasellidae (afgeleid van Ataxioceratidae) (nu beschouwd als een onderfamilie van Neocomitidae)
- Polytichitidae [=Craspeditidae] (afgeleid van Dorsoplanitidae)
- Neocomitidae (afgeleid van Berriasellidae) (nu geplaatst in de superfamilie Endemoceratoidea)
- Oosterellidae (Hauteriviaanse derivaat van de Neocomitidae)